# Brändezähler
Ein Brändezähler ist eine im Rahmen der Alkoholsteuer verwendete finanztechnische Überwachungsvorrichtung zur Zählung der Anzahl der Füllungen von Schnapsbrennkesseln auf Grund von Temperaturunterschieden im Geistrohr. Brändezähler sind in Österreich in der Zeit der ersten Republik als feinmechanische Zählwerke hergestellt worden. Die vom Finanzministerium entwickelten elektronischen Nachfolgemodelle sind per Erlass des Bundesministeriums für Finanzen GZ. VS-1300/1-III/10/96 vom 31. Juli 1996 wieder eingeführt worden und seitdem in Verschlussbrennereien mit eingeschränkter Anlagensicherung in Verwendung.